# 미키마우스 펀하우스
《미키마우스 펀하우스》(Mickey Mouse Funhouse)는 미국 디즈니 텔레비전 애니메이션가 제작한 텔레비전 애니메이션이다.

## Fearturing the Voice OF 등장 인물
- 미키 마우스(Mickey Mouse) : 남도형

주인공으로, 항상 사물을 긍정적으로 바라본다. 살짝 덤벙대는 면이 있긴하지만 누구보다 친구들을 사랑한다. 친한친구와 친하지 않은 친구가 확실히드러나는 성격이다. 상징색은 빨강, 검정이다.
- 미니 마우스(Minnie Mouse) : 안소이

미키의 여자친구로, 친절하게 미키와 친구들을 도와준다. 리본을 좋아하고 상징색은 핑크, 검정이다.
- 도널드 덕(Donald Duck) : 김환진

꽥꽥대는 목소리가 특징인 미키의 친구이다. 걸핏하면 화를 잘 내는 것이 단점이다. 상징색은 흰색, 파란색이다.
- 데이지 덕(Daisy Duck) : 최덕희

도널드의 여자친구이다. 날로 먹는다. 상징색은 흰색, 보라색이다.
- 구피(Goofy) : 홍범기

덤벙대는 경향이 있으나 상냥한 미키의 친구이다. 상징색은 주황색이다.
- 피트(Pete) : 한상덕

미키와 친구들을 가끔씩 방해하려는 경우도 많다.

## Dibstrubied by 우리말 제작
- 한국어 제작 : Disney Character Voices International,Inc.
- 기획 : 월트디즈니컴퍼니코리아 유한책임회사